# Здравко Кривокапић
Здравко Кривокапић (Никшић, 2. септембар 1957) је црногорски политичар и професор машинског инжењерства на Универзитету Црне Горе и Универзитета у Источном Сарајеву. Бивши је предсједник Владе Црне Горе (2020—2022).
Један је од оснивача невладине организације под називом „Не дамо Црну Гору”, организације коју су основали црногорски професори и интелектуалци у знак подршке Митрополији црногорско-приморској након контроверзног Закона о слободи вјероисповести који је усмјерен против Митрополије и Српске православне цркве. На парламентарним изборима 2020. године био је носилац изборне листе коалиције За будућност Црне Горе.

## Биографија

### Образовање
Рођен је 2. септембра 1957. године у Братству Кривокапића у Никшићу,у време некадашње државе ФНР Југославије.
Дипломирао је 1981. године на Машинском факултету Универзитета Црне Горе, одсек за производно инжењерство, као најбољи студент своје генерације. Постдипломске студије уписао је 1983. године из области производног инжењерства на Машинском факултету Универзитета у Београду.
Магистарски рад под називом "Планирање и управљање залихама резервних делова" одбранио је 1989. године. Докторирао је 1993. године на Машинском факултету у Подгорици. Тема дисертације названа је "Допринос аутоматском пројектовању технолошког процеса сечења помоћу стручног система".

### Каријера
Праксу је обављао у жељезари "Борис Кидрич" у Никшићу 1982. године. За асистента приправника изабран је на Одељењу за производно инжењерство Машинског факултета у Подгорици 1983. године. За доцента изабран 1994. За ванредног професора на Универзитету Црне Горе изабран је 1999. године, а за редовног професора 2004. године, када је изабран на предметима Информатика и Систем управљања квалитетом.
Влада Игора Лукшића га је 2007. до 2016. године именовала за предсједника Управног одбора Акредитационог тијела Црне Горе.
Председник је организаторског и члан програмског одбора Конференције SQM и ICQME Међународне Конференције. Уредник је Међународног часописа за истраживање квалитета, индексираног у бази SCOPUS, који излази од 2007. године. Члан је програмског одбора четири часописа и 13 међународних конференција.
У склопу својих научних истраживања објавио је више од 250 радова у међународним часописима, домаћим часописима, међународним конференцијама и домаћим конференцијама. Аутор је 16 књига и уџбеника.

## Политичка каријера
Кривокапић је био дио антикорупцијских протеста 2019. и протеста закона о вјероисповести 2020. године. Одлучио је да уђе у политички живот Црне Горе средином 2020. године, у јеку политичке кризе у Црној Гори, и отвореног сукоба Српске православне цркве у Црној Гори и црногорске владе коју води Демократска Партија Социјалиста, након усвајања спорног закона о статусу вјерских заједница у Црној Гори, подржавајући црквене протесте, литије и права Српске православне цркве (СПЦ). Изабран је за првог предсједника невладине организације "Не дамо Црну Гору" коју су основали црногорски професори и интелектуалци као подршку СПЦ. У кратком периоду организација је организовала јавне догађаје на којима су учествовали владика Јоаникије (Мићовић) и ректор Цетињске богословије Гојко Перовић.
Демократски фронт, Народни покрет и Социјалистичка народна партија 1. августа 2020. договорили су се да ће формирати предизборни опозициони савез под називом За будућност Црне Горе, као и неки други десно оријентисани ванпарламентарни субјекти. Кривокапић ће предводити заједничку изборну листу за парламентарне изборе у августу 2020. Истог дана, Кривокапић је поднео оставку на место извршног директора НВО „Не дамо Црну Гору” јер ће бити на челу опозиционе листе. Кривокапић је рекао да је особа која је највише утицала на њега да уђе у политику црногорски бизнисмен Дака Давидовић, вођа Народног покрета, који је преживео покушај атентата када је на њега пуцано из снајпера у децембру 2019. у Београду док се налазио на састанку са Владиком Јоаникијем. Дана 24. јула 2020, након митинга опозиције, поднесена је кривична пријава против Кривокапића и пет свештеника СПЦ због „постојања основане сумње да су починили кривично дело непоступање по здравственим прописима за сузбијање опасне заразне болести." Кривокапић је такође слао писма страним амбасадорима у Црној Гори, а у свом обраћању амбасадорима рекао је да коалиција жели да скрене пажњу амбасадора на случај драстичних кршења људских права, "за који верујемо да може представљати бити забрињавајући увод у предстојећу злоупотребу припадника Министарства унутрашњих послова у циљу ескалације политичке кризе и застрашивања становништва у сусрет предстојећим изборима." Оцењен је за најпопуларнијег политичара у Црног Гори пред изборе 2020. године.
Избори 2020. имали су највећи одзив бирача икада забележен у Црној Гори, од 75,90%. Убрзо након затварања биралишта, пре објављивања коначних резултата, Кривокапић је најавио победу коалиције наводећи да се "слобода догодила у Црној Гори". У свом говору је изјавио да неће бити реваншизма, а такође је понудио странкама националних мањина да уђу у нову владу. Коалиција је освојила 32,55% гласова или 27 места у парламенту. Ово је први пут да је ДПС изгубио већину у парламенту. У интервјуу за Спутњик, рекао је да ће нова влада побољшати односе са Србијом и Русијом.

### Предсједник Владе Црне Горе
Дана 4. децембра 2020. године, Скупштина Црне Горе га је изабрала за предсједника Владе Црне Горе. За његов избор гласао је 41 посланик од укупно 81, а подршку је имао од посланика коалиције За будућност Црне Горе (Демократски фронт - НСД, ДНП, ПЗП, Социјалистичка народна партија, Радничка партија и самостални посланик Марко Милачића), коалиције Мир је наша нација (Демократска Црна Гора, Демос) и Грађанског покрета УРА.
Још на почетку премијерског мандата, Кривокапић је најавио могућност да формира своју Демохришћанску странку.

#### Парламентарна криза
На сједници Скупштине Црне Горе, одржаној 16. јуна 2021. године, на којој се расправљало о смјени министра правде, људских и мањинских права Владимира Лепосавића, као и о усвајању Резолуције о геноциду у Сребреници, Кривокапић је ушао у оштар вербални сукоб са посланицима парламентарне већине, прије свега из посланичког клуба Демократског фронта (НСД, ДНП, ПЗП) и Социјалистичке народне партије, рекавши да у Скупштини влада неморал и политичко лицемјерје, чиме је изазвао негодовање посланика и одмах напустио скупштинску салу. Потом се за ријеч јавио посланик Миодраг Лекић и саопштио да Кривокапић више нема његову подршку на мјесту предсједника Владе.

#### Изгласавање неповерења
На седници Скупштине Црне Горе која је одржана 4. фебруара 2022. године, изгласано је неповерење Влади Здравка Кривокапића. За неповерење је гласало 43 посланика (Демократске партије социјалиста, Социјалдемократске партије Црне Горе, Социјалдемократа Црне Горе, Либералне партије и Уједињене реформске акције), а против неповерења 11 посланика (посланици Демократске Црне Горе, посланици Владимир Добричанин и Марко Милачић) од укупно 54 посланика који су присуствовали седници приликом гласања. Посланици Демократског фронта и Социјалистичке народне партије, као и посланик Миодраг Лекић, напустили су салу непосредно уочи гласања. По члану 110 Устава Црне Горе, Влада којој је престао мандат наставља рад до избора Владе у новом саставу, што значи да Кривокапићева Влада наставља рад у техничком мандату. По истом члану, та Влада не може распустити скупштину.
Кривокапић је са својим министрима Милојком Спајићем и Јаковом Милатовићем дао подршку листи "Беране сад" на локалним изборима у општини Беране 27. марта 2022. године и говорио је на завршном скупу ове групе.

## Приватни живот
Са супругом Јасминком, која је такође просветни радник, има петоро деце и двоје унучади. Троје деце је магистрирало, а најстарија ћерка је докторирала. Од два најмлађа сина, један је студент, а други средњошколац. Његове две ћерке живе и раде у Београду, а 29. јуна 2021. године су изјавиле како напуштају Србију, наводећи да се због „хајке која је покренута у београдским таблоидима” не осећају безбедно.
На референдуму о независности 2006. године је гласао за останак Црне Горе у Државној заједници Србије и Црне Горе.